# Piedad Panciatichi
La Piedad Panciatichi es una pintura al temple y dorado sobre tabla (87 x 52 cm) de Carlo Crivelli, datada en 1485 y conservada en el Museo de Bellas Artes de Boston. Está firmada “OPVS CAROLI CRIVELLI VENETI 1485".

## Historia
La tabla debe su nombre a encontrarse antiguamente en la colección Panciatichi de Florencia, desde donde se vendió al museo estadounidense en 1912. La fecha sobre la tabla propone el periodo en el cual el artista, muy solicitado, dividía su tiempo entre Ascoli Piceno y Camerino, justo antes de la Anunciación con San Emigdio. Una pista sobre la procedencia originaria es la presencia del escudo de armas Bonacolsi-Malatesta sobre el paño que pende del sarcófago.

## Descripción y estilo
Es casi seguro que originalmente fue el panel superior de un políptico desmembrado desconocido, como confirma la visión "de abajo hacia arriba", si bien es inusual la presencia de la firma en este panel (generalmente Crivelli la colocaba en el panel central, a menudo a los pies de una Madonna entronizada). Las dimensiones son comparables con las de la Madonna de Budapest, pero en la reconstrucción de Federico Zeri tal obra (que presenta a su vez la firma del artista) está asociada al Políptico menor de Santo Domingo, que data de 1476.
Entre las muchas Piedades pintadas por Crivelli, esta de Boston destaca por su rico fondo dorado, el ímpetu dramático, destacando el grito al cielo de Juan, y por el avance del campo visual obtenido proyectando una pierna de Cristo hacia afuera, hacia el espectador. Detalles tradicionales son en cambio el paño colgando detrás de las figuras, que las aísla y destaca a un tiempo, sobre el que cuelga una sobredimensionada guirnalda de frutas simbólicas. Cristo es levantado del sepulcro, sostenido a su derecha por la Virgen y a su izquierda por san Juan, mientras más abajo de la Virgen aparece la media figura de María Magdalena lujosamente vestida, levantando la pierna proyectada hacia delante. El Cristo muerto, con evidentes signos del martirio, es aquí representado con exagerados detalles macabros: la piel verdosa de un cadáver en descomposición y la mano contraída en un espasmo, bloqueada por el rigor mortis.